# Hagbuck
Der Hagbuck ist ein 598 m ü. NHN hoher, teils bewaldeter Berg des Höhenzugs Hahnenkamm, einem Teil des Mittelgebirges Fränkische Alb, auf dem Gebiet der Marktgemeinde Gnotzheim im mittelfränkischen Landkreis Weißenburg-Gunzenhausen. Auf dem Gipfel erhebt sich das Schloss Spielberg mit dem gleichnamigen Ort.

## Geographie

### Lage
Der teils bewaldete Hagbuck erhebt sich entlang der Albtrauf im Westen des Landkreises Weißenburg-Gunzenhausen am nordwestlichsten Rand des Hahnenkamms, nordwestlich von Heidenheim, südwestlich von Sammenheim, südöstlich von Gnotzheim und nordöstlich von Ostheim. Auf dem Berg liegt der Ort Spielberg mit seinem Schloss. Der Berg liegt nahe der Grenze zu Heidenheim und Gnotzheim. An den Südhängen entspringen mehrere, kleine Zuflüsse des Wurmbachs. Die Kreisstraße WUG 25 führt am Berggipfel vorbei. Unweit südöstlich erhebt sich der deutlich höhere Spielberg. Etwa drei Kilometer westlich erhebt sich der etwas niedrigere Wachtlerberg. Der Berg liegt inmitten des Naturparks Altmühltal in einem Landschaftsschutzgebiet.

### Naturräumliche Zuordnung
Der Hagbuck gehört in der naturräumlichen Haupteinheitengruppe Fränkisches Keuper-Lias-Land (Nr. 11), in der Haupteinheit Vorland der Südlichen Frankenalb (110) und in der Untereinheit Hahnenkamm-Vorland (110.2) zum Naturraum der Hahnenkamm-Vorberge (110.20), wobei der Berg im Süden in die Hahnenkammalb (082.22) der Südlichen Frankenalb (082) ansteigt.

## Geologie
Die Hänge des Hagbucks werden von Sedimenten des Braunjura gebildet. Der Gipfel mit dem Schloss Spielberg besteht aus Bunter Trümmermasse und einer allochthonen Scholle aus oberjurassischem Kalkstein, die während des Ries-Ereignisses im Miozän ausgeworfen wurden.